# Karen Poniachik
Karen Paulina Poniachik Pollak (Santiago, 20 de abril de 1965-Santiago, 12 de octubre de 2022) fue una periodista, consultora y política chilena de origen judío. Progresista sin filiación partidaria, se desempeñó como ministra de Minería y de Energía durante el primer gobierno de Michelle Bachelet.

## Familia y estudios
Nació en Santiago de Chile el 20 de abril de 1965, nieta de inmigrantes judíos que llegaron a Chile desde Rumania y Polonia escapando del asedio nacionalsocialista que empezaba a sentirse con fuerza en Europa a comienzos de los años 1930. Una vez en el país andino se dedicaron a actividades comerciales y fabriles. Su padre fue un activo empresario que pasó por distintas actividades, como el rubro industrial, textil y financiero, y su madre una dueña de casa que, luego de tener a sus cuatro hijos, estudió derecho.
Vivió con su familia en la capital chilena hasta la llegada de la izquierdista Unidad Popular (UP) a la presidencia de la República en 1970, momento en que decidieron emigrar a los Estados Unidos. Regresaron al país poco antes del golpe de Estado de septiembre de 1973.
Realizó sus estudios primarios y secundarios en The Grange School de la Santiago. Continuó los superiores en la carrera de periodismo en la Pontificia Universidad Católica de Chile (1987) y efectuó un máster en relaciones internacionales en la Universidad de Columbia en Nueva York, Estados Unidos (1990).
A los treinta y cinco años fue diagnosticada con cáncer de mama, enfermedad que logró superar mediante un tratamiento con radiación. Posteriormente, a los cuarenta y cuatro fue madre de una niña, Ana Victoria, la que por medio de una modificación en el Registro Civil, adoptó sus mismos apellidos pero invertidos (Pollak Poniachik) debido a su condición de madre soltera.

## Carrera profesional
En el ámbito profesional, trabajó como analista política internacional en la cadena ECO/Televisa entre 1990 y 1995, además de desempeñarse como corresponsal de Canal 13 y de la revista Cosas en Nueva York, Estados Unidos.
Entre 1995 y 2000, actuó como directora de Programas Empresariales en el Council of the Americas en Nueva York. Además, se desempeñó como consultora de empresas privadas y del Ministerio de Relaciones Exteriores y de Hacienda de Chile.
Durante el gobierno del presidente Ricardo Lagos ejerció el cargo de vicepresidenta ejecutiva del Comité de Inversiones Extranjeras (CEI), desde marzo de 2000 hasta marzo de 2006.

## Carrera política
El 11 de marzo de ese año, fue nombrada por la presidenta Michelle Bachelet como biministra de Estado en las carteras de Minería y la Comisión Nacional de Energía (CNE). En su calidad de titular de la primera repartición, ocupó los cargos de presidenta del directorio de las empresas estatales Corporación del Cobre (Codelco), Empresa Nacional del Petróleo (ENAP) y Empresa Nacional de Minería (Enami). El 26 de marzo de 2007 renunció a la titularidad de la CNE, siendo sucedida por el economista Marcelo Tokman. Este último heredó la cartera responsable de lidiar con uno de los principales problemas del país: la insuficiente capacidad de largo plazo de generar energía adicional debido a las acotadas inversiones del periodo anterior y la estrechez inmediata derivada de los crecientes cortes de suministro de gas natural desde Argentina y la última sequía, la cual golpeó duramente los niveles de los principales embalses.[cita requerida]
En enero de 2008 Bachelet realizó un cambio de gabinete en el cual fue removida del Ministerio de Minería, reemplazada por el ingeniero Santiago González. Más adelante, en marzo de ese año, tomó la responsabilidad de liderar las negociaciones de su país para ingresar a la Organización para la Cooperación y el Desarrollo Económicos (OCDE), objetivo alcanzado en enero de 2010.
En agosto de 2009 asumió como presidenta de Chile Transparente, oficina de Transparencia Internacional en el país. En ese puesto le correspondió enfrentar en septiembre de ese mismo año las críticas al organismo por la publicación de un informe que cuestionaba el comportamiento del candidato presidencial de la centroderecha, Sebastián Piñera, el cual no contaba con la aprobación de los miembros del directorio. Renunció al cargo el 20 de abril de 2010.
Por su vínculo con Fundación Expansiva se le consideraba una persona cercana a su exprofesor Andrés Velasco, quien fuera ministro de Hacienda de Bachelet y uno de los hombres más fuertes de su gabinete. De manera posterior, fungió como directora del Centro Global de la Universidad de Columbia en América Latina con sede en Santiago de Chile, y de cuatro empresas.
Falleció en Santiago el 12 de octubre de 2022, a los 57 años, producto de un cáncer de páncreas. Compañeros de universidad y figuras políticas expresaron sus condolencias tras su muerte, entre ellos, Ricardo Lagos, Michelle Bachelet, y los entonces titulares de los ministerios de Minería y de Energía en el gobierno presidido por Gabriel Boric, Marcela Hernando y Diego Pardow respectivamente.